# James Murray Irwin
James Murray Irwin (né le 13 février 1858 à Manorcunnigham (en) - mort le 7 novembre 1938 à Bideford) fut un général britannique. Il a servi dans l'Armée britannique lors de la Première Guerre mondiale.